# 东里街道
东里街道，是中华人民共和国河北省石家庄市桥西区下辖的一个乡镇级行政单位。

## 行政区划
东里街道下辖以下地区：
仓红社区、草场街社区、电业局师范街社区、铁苑社区、缔景社区、警苑社区和开达社区。